# Dissington Hall
Dissington Hall est un manoir de campagne privé situé sur les rives de la rivière Pont à North Dissington, Ponteland, Northumberland, Angleterre. Il s'agit d'un bâtiment classé Grade II*.

## Histoire
Le manoir de North Dissington est pendant des siècles le siège de la famille Delaval. Une ancienne maison sur le site est le lieu de naissance de l'amiral Ralph Delaval (c.1641 - c.1707) et de l'amiral George Delaval (c. 1667 - 1723) qui construisent le Seaton Delaval Hall.
L'amiral Ralph Delaval vend la propriété en 1673 à Edward Collingwood de Byker. En 1794, plus tard, Edward Collingwood (1734–1806), avocat et propriétaire d'une mine de charbon de Chirton, Northumberland, charge l'architecte William Newton de construire un nouveau manoir sur le site. La construction est achevée en 1797 . Lorsqu'il meurt sans enfants, il lègue le domaine à un neveu, Edward Spencer-Stanhope, à condition qu'il change son nom en Collingwood. La famille Collingwood est propriétaire jusqu'en 1955, bien qu'elle ait été principalement louée à des locataires après 1867. Pendant la Seconde Guerre mondiale, elle est utilisée comme dortoir, hôpital et dépôt de stockage de TNT. En 1940, elle est frappée par une bombe qui cause des dommages aux élévations est et sud .
La propriété est améliorée vers 1820 lorsqu'un porche toscan est ajouté. L'écurie est classée séparément en tant que bâtiment classé Grade II.
La maison est achetée par ses propriétaires actuels dans le cadre d'un projet de restauration en 1968 .